# Parisienne (cigarette)
Pour l’article homonyme, voir La Parisienne.

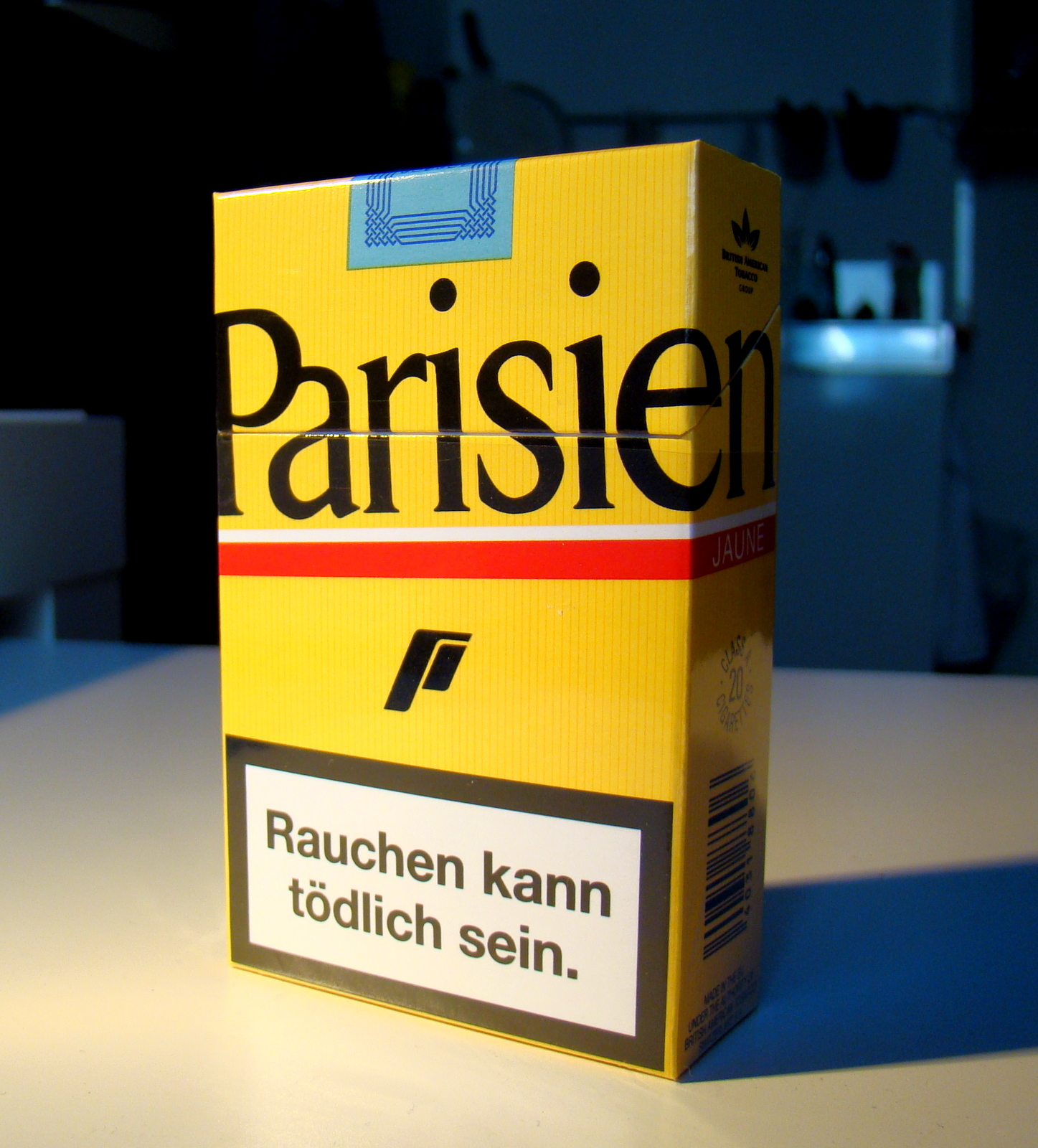
Un paquet de cigarettes avec un avertissement de l'UE (ici, en allemand « fumer peut être mortel »)

Parisienne est une marque de cigarettes suisses créée en 1887 par François-Joseph Burrus, dans le canton du Jura, et rachetée par British American Tobacco en 1999. Elles sont fabriquées à Boncourt (Jura), où le volume de production est de 6 à 7 milliards d'unités par an, contre un pic de 16 milliards dans les années nonante.

## Publicité
La marque fait parfois appel à des réalisateurs célèbres pour réaliser ses spots publicitaires, comme Jean-Luc Godard pour le spot Parisienne People coréalisé en 1992 avec Anne-Marie Miéville et Emir Kusturica en 1994, ou David Lynch en 1998.

## 2023
Après près de cent ans de production en Suisse, British American Tobacco décide en 2023 de délocaliser celle-ci à l'étranger. 